# كشف المستور (فلم)
كشف المستور من إنتاج 1994 وتأليف الكاتب وحيد حامد وإخراج عاطف الطيب. وهو من بطولة نبيلة عبيد وفاروق الفيشاوي.

## القصة
تدور احداث الفيلم عن المرأة المجندة من المخابرات المصرية «سلوى شاهين» التي يتم الضغط عليها من خلال فيلم تسجيلى لها مع القائم بأعمال إحدى السفارات بالقاهرة وهو «كمال رشدان» لتأخذ منه بعض المعلومات خاصة بعد أن أصبح سفيرًا لدولته، لتنفصل سلوى شاهين عن زوجها الدكتور «ماهر عبد الله» لتأخذ حريتها وتبدأ رحلة البحث عن الذي احتفظ بنسخة من الأفلام المسجلة لها وهو «رشاد عويس» وذلك عن طريق أصدقائها «نجوى» و«ناهد عصفور» و«وفاء المغربي» وتتوصل «سلوى شاهين» للموافقة على المهمة المطلوبة منها بشروطها وينتهي الفيلم بقتل «سلوى شاهين» بأيدي مجهولة.

## البطولة
- نبيلة عبيد في دور سلوى شاهين.
- فاروق الفيشاوى
- يوسف شعبان
- شويكار
- نجوى فؤاد
- عايدة عبد العزيز
- حسن كامي
- عزت أبو عوف.

## روابط خارجية
- مقالات تستعمل روابط فنية بلا صلة مع ويكي بيانات